# Władysław Zalewski (konserwator zabytków)
Władysław Zbigniew Zalewski (ur. 12 maja 1931 we Lwowie, zm. 23 marca 2020) – polski konserwator dzieł sztuki, profesor Akademii Sztuk Pięknych w Krakowie, specjalista z dziedziny konserwacji malowideł ściennych i zabytków gipsowych wczesnego średniowiecza. Potomek rodziny lwowskich cukierników, Ludwika i jego syna Władysława, właścicieli cukierni i kawiarni „L. Zalewski” mieszczących się przed II wojną światową przy ul. Akademickiej we Lwowie.
Władysław Zalewski w roku 1947 wraz z rodziną został repatriowany ze Lwowa do Krakowa. Podjął studia na Wydziale Konserwacji Dzieł Sztuki Akademii Sztuk Pięknych im. Jana Matejki w Krakowie, które ukończył w 1956 roku. Do roku 1968 kierował Pracowniami Konserwatorskimi PKZ (oddział Kraków).
W roku 1968 rozpoczął pracę w Studium Konserwacji Dzieł Sztuki na Wydziale Malarstwa i Grafiki Akademii Sztuk Pięknych im. Jana Matejki w Krakowie, gdzie po śmierci Józefa Edwarda Dutkiewicza został kierownikiem Katedry Konserwacji Malowideł Ściennych i Rzeźby Architektonicznej. Po zmianach organizacyjnych w roku 1972 i przywróceniu istnienia Wydziału w miejsce Studium, dalej kierował Katedrą Konserwacji Malowideł Ściennych i Rzeźby Architektonicznej, a od roku 1998 (i utworzenia Katedry Konserwacji i Restauracji Rzeźby) do roku 2005 Katedrą Konserwacji i Restauracji Malowideł Ściennych. W latach 1975–1981 oraz 1984–1990 pełnił funkcję dziekana Wydziału, w latach 1990–1993 był prorektorem ASP.

## Realizacje prac konserwatorskich
Władysław Zalewski miał w swoim dorobku między innymi konserwację Posadzki Wiślickiej, malowideł bizantyjsko-ruskich z XV wieku w prezbiterium bazyliki w Wiślicy, w kaplicy Świętokrzyskiej na Wawelu oraz w prezbiterium katedry sandomierskiej. Konserwował również późnobarokowy wystrój malarsko stiukowy w kolegiacie św. Anny w Krakowie, malowidła z XVII wieku w bibliotece w klasztorze oo. Karmelitów na Piasku w Krakowie oraz malowidła z około roku 1540 w prezbiterium katedry w Przemyślu. Prowadził także prace konserwatorskie na terenie Włoch przy malowidłach ściennych z XV wieku w kościele S. Gerolamo w Gottolengo oraz przy malowidłach z XII wieku w Palazzo della Regione w Mantui.
Był członkiem Międzynarodowej Rady Ochrony Zabytków i Miejsc Historycznych ICOMOS oraz Społecznego Komitetu Odnowy Zabytków Krakowa SKOZK.
Był członkiem rad muzealnych Państwowych Zbiorów Dzieł Sztuki na Wawelu, Muzeum Narodowego w Warszawie i Muzeum Narodowego w Krakowie, oraz przewodniczącym Głównej Komisji Konserwatorskiej przy Ministerstwie Kultury i Sztuki.
Zmarł 23 marca 2020. Pochowany na cmentarzu Rakowickim w Krakowie (kwatera XIIIa-płn.-10).

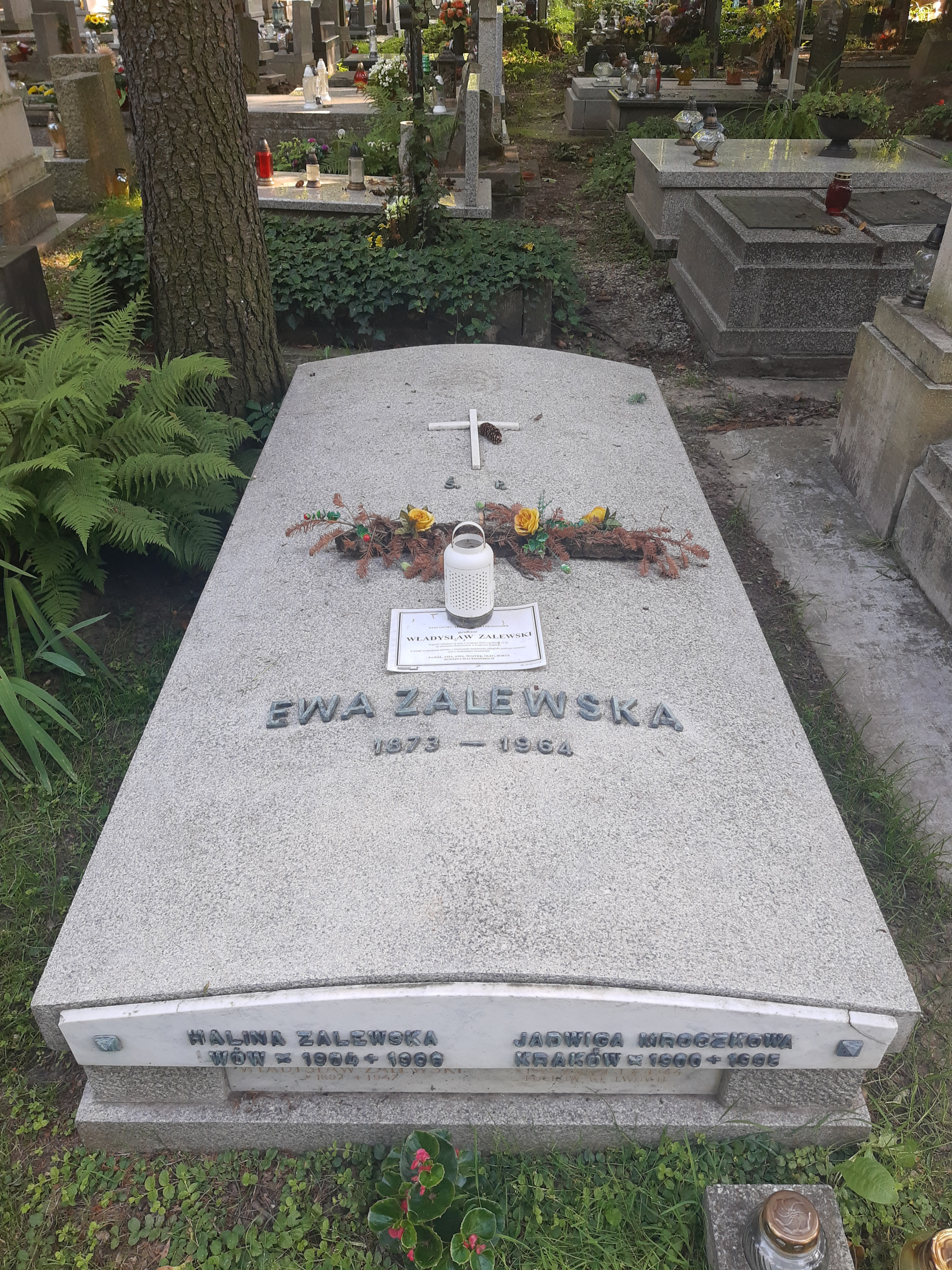
Grób prof. Władysława Zalewskiego na cmentarzu Rakowickim (lipiec 2021)

30 marca 2020 za wybitne zasługi w działalności na rzecz zachowania dziedzictwa kulturowego, za zasługi w pracy zawodowej na rzecz szkolnictwa artystycznego prezydent Polski odznaczył go pośmiertnie Krzyżem Komandorskim Orderu Odrodzenia Polski.

## Publikacje
- Problemy estetyczne konserwacji malarstwa ściennego u progu XXI wieku, "Bibliotek Muzealnictwa i Ochrony Zabytków" 1990, seria B t. LXXXVIII.
- Studi sul restauro dei dipinti murli alla Facolta di Restauro dell'Academia di Belle Arti di Cracovia, Materiali del Seminario "Restauro degli Affreschi", Bologna 1993.
- Problemy konserwacji wczesnośredniowiecznych reliktów gipsowych (współautor), "Ochrona Zabytków" 1995, XLVIII, 1 (188).
- Rytowana posadzka romańska w kolegiacie wiślickiej, studium konserwatorskie(współautor), "Studia i Materiały Wydziału Konserwacji i Restauracji Dzieł Sztuki ASP w Krakowie"1994.
- Badania i Konserwacja Dzieł Sztuki w : Badania i Ochrona Zabytków w Polsce w XX wieku, 2000,
- Problemy badawcze na przykładzie prac konserwatorskich w kolegiacie św. Anny i kaplicy Świętokrzyskiej przy katedrze na Wawelu w Krakowie, w: Od badań do konserwacji 2000.
- Rozwiązania estetyczne kształtujące się w malarstwie ściennym w procesie konserwacji i restauracji, "Wokół zagadnień estetyki zabytku po konserwacji i restauracji" 2012, str. 257-268.